# 小行星3767
小行星3767（3767 DiMaggio）是一颗绕太阳运转的小行星，为主小行星带小行星。该小行星于1986年6月3日发现。

## 轨道参数
小行星3767的轨道半长轴为2.6045184 UA，离心率为0.137。